# Virginia Pascual
María Virginia Pascual (22 de mayo de 1958) es una reumatóloga pediátrica española.

## Temprana edad y educación
Virginia Pascual nació el 22 de mayo de 1958 en Madrid (España) pero creció en Ceuta . Obtuvo su licenciatura en el Centro de Estudios Universitarios en 1975 y su título de médico en la Universidad Complutense de Madrid en 1981.

## Carrera profesional
Virginia Pascual se trasladó a los Estados Unidos en 1987 para completar su beca postdoctoral en el Departamento de Microbiología de la Universidad de Texas Southwestern Medical Center (UTSWMC). Permaneció en la institución como profesora asistente de pediatría e investigadora asistente en el Instituto Baylor para la Investigación Inmunológica. En 2001, su equipo de investigación relacionó la secreción anormal de interferón alfa con el mal funcionamiento del sistema inmunitario de pacientes jóvenes con lupus.
Como reumatóloga pediátrica, Virginia Pascual, investigó enfermedades inflamatorias y autoinmunes pediátricas con el objetivo de traducir los hallazgos de laboratorio en dianas terapéuticas y biomarcadores útiles. En marzo de 2016, comenzó a trabajar como investigadora principal de un estudio que podría mejorar el desarrollo de fármacos para pacientes con lupus eritematoso sistémico. El equipo de investigación de Pascual demostró que un medicamento desarrollado para tratar a adultos podría detener la inflamación y detener la progresión de la enfermedad en la mayoría de los niños. Al año siguiente, fue nombrada Directora fundadora Gale e Ira Drukier del Instituto Gale e Ira Drukier para la Salud Infantil en la Escuela de Graduados en Ciencias Médicas de Weill Cornell. Pascual también recibió el premio Lupus Insight 2017 de la Federación de Sociedades de Inmunología Clínica en reconocimiento a su "idea y/o descubrimiento importante y novedoso con la promesa de cambiar el pensamiento sobre el lupus, así como una alta probabilidad de generar más avances en el diagnóstico y tratamiento de la enfermedad”.
En agosto de 2018, Pascual fue incluida en la Asociación de Médicos Estadounidenses como "médico-científico que ha demostrado excelencia en la búsqueda del conocimiento médico y en el avance de los descubrimientos de las ciencias básicas y clínicas y su aplicación a la medicina clínica". Unos meses más tarde, su equipo de investigación publicó un estudio que sugería que un tipo de linfocito T previamente desconocido hace que el sistema inmunitario ataque los tejidos y órganos sanos y provoque una inflamación crónica. En 2019, Pascual fue nombrada asesora Médico y Científico de la empresa biotecnológica Neovacs SA
Durante la pandemia de COVID-19, Virginia Pascual fue reconocido con el premio Distinguished Basic/Translational Investigator Award del American College of Rheumatology . También recibió una subvención complementaria del Instituto Nacional de Alergias y Enfermedades Infecciosas para estudiar las diferencias en las respuestas inmunitarias en niños infectados con SARS-CoV-2.